# スキャンドール
『スキャンドール』は、小谷憲一による日本の漫画。『週刊少年ジャンプ』（集英社）において、1983年3号から同年39号まで連載された。
後に『DESIRE』がロングヒットとなった小谷が、初めてセクシー路線のラブコメに挑戦した作品で、『DESIRE』でもセルフパロディ的なエピソードが描かれている。
『スキャンドール』という言葉自体は「スキャンダル」の変音語で、「スキャンダラスなドール（人＝女性）」という意味合いの造語。1968年に朝丘雪路が同名の歌謡曲をヒットさせているが、1980年代に流行語となり、イタリア映画（1980年）やアダルトビデオ・写真集などのタイトルに使われていた。

## 登場人物
若菜理沙（わかな りさ）
魔女の血を引く、おてんばな性格の美少女。
若菜理香（わかな りか）
妹の理沙同様、魔女の血を引いている美少女で、大人っぽく気まぐれな性格。
牧田佑介（まきた ゆうすけ）
主人公。理沙と理香の二人に振り回されていたが、実は二人が同一人物で、鏡を見るたびに人格が入れ替わっていたことを知る。

## 書誌情報
- 小谷憲一『スキャンドール』集英社〈ジャンプ・コミックス〉、全4巻
  1. 「若菜家の秘密の巻」1983年7月8日発売
  2. 「ジェラシー・ゲームの巻」1983年9月9日発売
  3. 「誘惑ごっこ!?の巻」1983年11月10日発売
  4. 「別れ そして出会いの巻」1984年1月10日発売